# ذا إيلابس
ذا إيلابس (يشار إليها أحيانًا باسم متنزه الرئيس الجنوبي) هي حديقة تقع جنوب سياج البيت الأبيض وشمال شارع الدستور والمول الوطني. بشكل صحيح، فإن إيلابس هو اسم الشارع المحيط بطول واحد كيلومتر داخل الحديقة. الحديقة بأكملها، التي تضم العديد من المعالم الأثرية، مفتوحة للجمهور وهي جزء من حديقة الرئيس. إيلابس هي أيضًا موقع لعدد من الأحداث السنوية. غالبًا ما يمكن سماع السكان المحليين في العاصمة يقولون إنهم «في إيلابس»، وهو ما يُفهم أن الفرد في المجال الذي يحده طريق إيلابس.

## التاريخ
في عام 1791  م، وضع بيير (بيتر) تشارلز لينفانت أول خطة للحديقة. عُرف إيلابس باسم «القطعة البيضاء» (بالإنجليزية: White Lot)‏ بسبب السياج الخشبي المطلي باللون الأبيض الذي يحيط بالمتنزه.
خلال الحرب الأهلية الأمريكية، استخدمت أراضي إيلابس ونصب واشنطن غير المكتمل حظائرًا للخيول والبغال والماشية، ومواقعًا لمعسكرات قوات الاتحاد.
في عام 1860  م، كان إيلابس هو الملعب المعتاد لفريق أعضاء مجلس الشيوخ بواشنطن دي سي لكرة القاعدة، وكان موقع المباراة الأولى بين أعضاء مجلس الشيوخ و«واشنطن ناشيونلز». في عام 1865  م، استضاف «واشنطن ناشيونلز» مع فريق «فيلادلفيا أثلاتكس» دورة لكرة القاعدة، حيث بنيت منصات عرض وفُرضت رسوم على الدخول. غالبًا ما استخدمت فرق البيسبول السوداء مثل فريق «واشنطن ميوتشوالز» و«أليت واشنطن» القطعة البيضاء حتى مُنع السود من استخدام إيلابس في عام 1874  م.

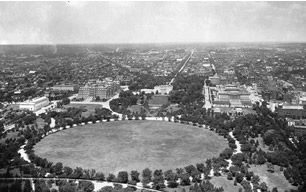
ذا إيلابس، أوائل القرن العشرين

في تسعينيات القرن التاسع عشر، أجاز الكونغرس استخدام أراضي إيلابس للتجمعات الخاصة، بما في ذلك الاجتماعات الدينية والمعسكرات. في أواخر عام 1990  م، كانت ملاعب كرة القاعدة وملاعب كرة المضرب موجودة في الحديقة. لا تزال الأحداث والمظاهرات الرياضية تقام على إيلابس. خضع متنزه الرئيس الجنوبي لسلطة إدارة المتنزهات الوطنية في عام 1933  م.
عشية عيد الميلاد عام 1923  م، بدأ الرئيس كالفن كوليدج تقليدًا غير منقطع بإضاءة أول «شجرة عيد الميلاد الوطنية». وضعت المدارس العامة لمقاطعة كولومبيا الشجرة الأولى، وهي شجرة الشوح البلسمي المقطوعة، في إيلابس. من عام 1924  م إلى عام 1953  م، أضاءت الأشجار الحية في مواقع مختلفة حول أراضي البيت الأبيض وفي عشية عيد الميلاد. في عام 1954  م، عاد الاحتفال إلى إيلابس وبتركيز موسع: «مهرجان عيد الميلاد للسلام». من عام 1954  م حتى عام 1972  م، استخدمت الأشجار المقطوعة، ولكن في عام 1973  م زرعت شجرة التنوب الزرقاء من يورك، بنسلفانيا في إيلابس. كما زُرع بديل في عام 1978  م.
في 10 أغسطس 1933، نُقلت ذا إيلابس إلى إدارة المتنزهات الوطنية، الخليفة القانوني لثلاثة مفوضين اتحاديين عينهم الرئيس بموجب قانون صادر في 16 يوليو 1790، والذي وجه البناء الأولي. تطورت سلطتهم من خلال أعمال 1 مايو 1802؛ 19 أبريل 1816؛3 مارس 1849؛ 2 مارس 1867؛ 1 يوليو 1898؛ 26 فبراير 1925؛ 3 مارس 1933؛ والأمر التنفيذي في 10 يونيو 1933. بموجب القانون الصادر في 22 سبتمبر 1961، «يجب أن يُدار البيت الأبيض وفقًا لقانون 25 أغسطس 1916» والقوانين التكميلية والتعديلية. أُشير في الأصل إلى منطقة متنزه الرئيس الجنوبي هذه ببساطة باسم «البيت الأبيض».
في عام 1942  م، خلال الحرب العالمية الثانية، منحت دائرة المنتزهات القومية الإذن ببناء ثكنات كإجراء طارئ خاص بوقت الحرب. أقيمت الثكنات المؤقتة على الجانب الجنوبي من مبنى المكتب التنفيذي القديم وأراضي نصب الفرقة الأولى بالكامل. هدمت «ثكنات البيت الأبيض» عام 1954  م.
افتتح جناح زائر إيلابس للجمهور في مايو 1994، والذي يوزع تذاكر مجانية للمناسبات الخاصة في البيت الأبيض مثل لفة البيض في عيد الفصح وجولات حدائق الخريف والربيع. يتضمن نافذة معلومات ومنطقة امتياز ودورات مياه وهواتف ونوافير مياه ومنطقة إسعافات أولية يمكن للجميع الوصول إليها.

## الأحداث

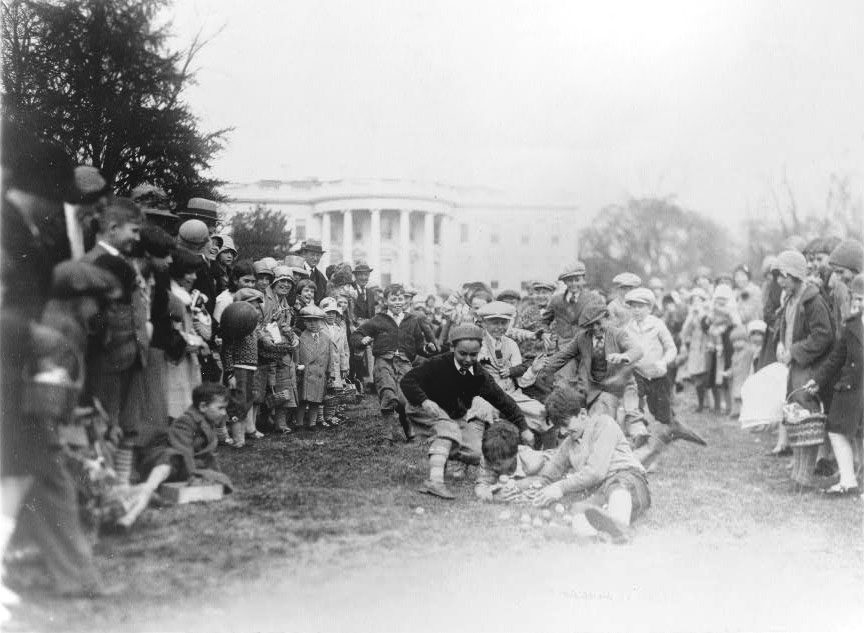
لفة البيض ، 1929

تشمل الأحداث السنوية في إيلابس مهرجان عيد الميلاد للسلام والمسابقة العسكرية "Twilight Tattoo" سابقًا. من عام 1992  م إلى 005، كان موقع حفل بدء جامعة جورج واشنطن. إنه أيضًا موقع الانتظار في لفة بيض عيد الفصح في البيت الأبيض السنوية وجولات حديقة البيت الأبيض.تلعب شبكة خريجي العاصمة، تحت رعاية إدارة المتنزهات الوطنية، وعدد من الدوريات الرياضية في الأحياء والعسكرية مباريات الكرة اللينة وكرة القدم العلم على أرض إيلابس. تقام أيضًا مجموعات مختلفة عددًا من المسابقات النهائية خلال الأشهر الأكثر دفئًا.
في 6 يناير 2021 تجمعت مجموعة من المتظاهرين المؤيدين لترامب حول إيلابس في مسيرة «أنقذوا أمريكا»، فيما يسمى باحتجاجات كابيتول الولايات المتحدة 2021

## النصب التذكارية
- نصب الكشافة التذكاري لدونالد دي لو
- بوابة الكابيتول الأمريكية بواسطة تشارلز بولفينش
- نافورة بوت-ميليت التذكارية لدانيال تشيستر فرينش
- يقع حجر إيلابس لواشنطن ميريديان تحت السطح بالقرب من مركز إيلابس، ويحيي فكرة الرئيس توماس جيفرسون عن خط الطول الرئيسي الأمريكي.
- نوافير إنيد هاوبت لجيمس هونولت وجوردون نيويل[7]
- نصب الفرقة الأولى لدانيال تشيستر فرينش
- الشمعدان الوطني (موسمي)
- شجرة عيد الميلاد الوطنية
- نصب فرقة المشاة الثانية لجيمس إيرل فريزر
- المستوطنون (الحاصلون على براءات الاختراع الأصلية) في منطقة كولومبيا التذكارية لكارل موس[8][9]
- علامة الصفر لهوراس دبليو بيسلي

## روابط خارجية
- البيت الأبيض
- جمعية البيت الأبيض التاريخية
- شكل وتاريخ The إيلابس في واشنطن العاصمة بواسطة كلارك كيمبرلينج